# Jenna Lyons
Jenna Lyons (Boston, 1969) é uma designer de moda norte-americana. Em 2013, apareceu na lista de 100 pessoas mais influentes do ano pela Time.